# Urapidil
Urapidil je simpatolitički antihipertenzivni lek. On deluje kao antagonist α1-adrenergičkog receptora i agonist 5-HT1A receptora Mada je jedan inicijalni izveštaj izneo da je urapidil takođe agonist α2-adrenergičkog receptora, to nije potvrđeno u kasnijim studijama. Za razliku od drugih antagonista α1-adrenergičkog receptora, urapidil ne izaziva refleks tahikardije, što može da bude posledica njegove slabe antagonističke aktivnosti na β1-adrenoceptoru, kao i usled njegovog uticaja na srčani vagalni disk. Urapidil trenutno nije odobren od strane FDA, ali je dostupan u Evropi.

## Spoljašnje veze
|  | Molimo Vas, obratite pažnju na važno upozorenje u vezi sa temama iz oblasti medicine (zdravlja). |